# Myrioblephara subtrita
Myrioblephara subtrita är en fjärilsart som beskrevs av W. Warren 1903. Myrioblephara subtrita ingår i släktet Myrioblephara och familjen mätare. Inga underarter finns listade i Catalogue of Life.